# Apache Software Foundation
L'Apache Software Foundation (ASF) è una fondazione no-profit, costituita nel giugno 1999, ed una comunità di sviluppo di progetti software come il web server Apache (il progetto principale) e la suite da ufficio Apache OpenOffice (gestita prima da Sun Microsystems e poi da Oracle America). 

## Storia
La storia di Apache Software Foundation è collegata al suo web server HTTP Apache, il cui lavoro è iniziato nel 1994. Un gruppo di otto sviluppatori iniziò a lavorare al miglioramento del demone HTTPd dell'NCSA. Furono conosciuti come Apache Group. Il nuovo prodotto, denominato Apache server fu distribuito nell'aprile 1995.
Il 25 marzo del 1999, con l'entrata di IBM nella community dei programmatori di software gratuito in cambio del proprio codice sorgente venne costituito il consorzio Apache Software Foundation. Il primo incontro ufficiale della Apache Software Foundation si è tenuta il 13 aprile 1999 e da un consenso generale l'elenco iniziale di adesione alla Apache Software Foundation, sarebbe composto da: Brian Behlendorf, Ken Coar, Mark Cox, Lars Eilebrecht, Ralf S. Engelschall, Roy T. Fielding, Dean Gaudet, Ben Hyde, Jim Jagielski, Alexei Kosut, Martin Kraemer, Ben Laurie, Doug MacEachern, Aram Mirzadeh, Sameer Parekh, Cliff Skolnick, Marc Slemko, William (Bill) Stoddard, Paul Sutton, Randy Terbush e Dirk-Willem van Gulik. Dopo una serie di riunioni supplementari per eleggere i membri del consiglio e risolvere alcune questioni giuridiche in materia di integrazione, l'effettiva data di associazione della Apache Software Foundation avvenne il 1º giugno 1999.
I membri attuali (2009) di ASF sono 501.

## Descrizione
È una comunità distribuita di sviluppatori che lavorano su progetti software open source. Questi progetti sono caratterizzati da un processo di sviluppo distribuito, collaborativo e basato sul consenso molto simile al progetto wikipedia. Ciascun progetto è gestito da un team di volontari che sono i contributori attivi al progetto. L'ASF è, inoltre, meritocratica, perché l'appartenenza alla comunità è concessa solo a chi partecipa attivamente ai progetti.
Tra gli obiettivi di ASF ci sono la protezione legale dei volontari partecipanti e la protezione del marchio Apache dall'uso fraudolento da parte di organizzazioni terze. I progetti ASF sono tutti licenziati con la Apache License.
Per consentire la riunione dei partecipanti, ASF organizza diverse conferenze ApacheCon incentrate sui progetti promossi e le relative tecnologie.

### Progetti
Lista di alcuni dei progetti promossi da ASF:
- Airflow -  piattaforma per pianificare ed orchestrare flussi di lavoro (workflow), particolarmente utile per l'automazione di processi di data engineering e ETL.

- Apache Abdera - implementazione del protocollo Atom
- Ant - Java-based build tool
- Apache Axis2 - infrastruttura per Web service
- Beehive - Java application framework (Incubator)
- Apache Camel - framework open-source per gli Enterprise Integration Patterns
- Apache Kafka - piattaforma open source di stream processing scritta in Java e Scala
- Apache Cassandra - database management system non relazionale
- Cocoon - framework  di sviluppo web XML
- DB - soluzioni per l'interazione con database
- Databricks - piattaforma per l'analisi dei dati basata su Apache Sparks
- Apache Derby - RDBMS
- Excalibur - Inversion of Control container chiamato Fortress e componenti relative
- Forrest - framework per la gestione della documentazione basato su Cocoon
- Geronimo Application Server - server Java EE
- Gump - tool per l'integrazione, la gestione delle dipendenze e delle versioni
- Apache Hadoop - framework
- Apache Harmony - Java Standard Edition della fondazione
- Apache HTTP Server - Web server
- Incubator - progetto che racchiude i progetti in via di sviluppo e definizione
- Jakarta - Java lato server (include il suo insieme di sottoprogetti)
- James - mail e news server scritto in Java
- Lenya - Content Management System
- Logging - servizi di logging per il debugging e l'auditing dell'applicazione, incluso log4j
- Lucene - libreria del motore di ricerca testuale interamente scritta in Java
- Maven - Java project management e tool di comprensione
- MyFaces - implementazione di Java Server Faces
- Nutch - motore di ricerca
- Apache OpenOffice - suite d'ufficio alternativa a Microsoft Office, donata da Oracle nel 2011
- Perl - siti web dinamici in Perl
- Portals - software correlato al portale web
- Apache POI[5] - API di Java per i documenti Microsoft
- APR - Apache Portable Runtime, una libreria di portabilità scritta in C
- Apache Roller - piattaforma per blog
- SpamAssassin - filtro per email usato per identificare spam
- Struts - framework per le applicazioni web in Java
- TCL - siti web dinamici che usano Tool Command Language
- Apache Tika - un motore di ricerca testuale
- Apache Tomcat - contenitore servlet open-source
- Apache Traffic Server - server proxy
- Apache Tuscany - infrastruttura Service-oriented architecture
- Apache UIMA - framework per Java e C++
- Apache Velocity - motore per referenziare oggetti definiti in codice Java
- Web service
- XML - soluzioni XML per il web
- XMLBeans - binding tool in XML-Java
- XML Graphics - conversioni di formati XML in output grafici